# Nu2 Canis Majoris b
Nu2 Canis Majoris b (ν2 CMa b), ou 7 Canis Majoris b (7 CMa b), est une planète géante en orbite autour de Nu2 Canis Majoris découverte en 2011 par le programme Pan-Pacific Planet Search. Elle serait plus de 2,6 fois plus massive que Jupiter et orbiterait à environ 1,9 unité astronomique de son étoile sur une orbite moyennement excentrique (e = 0,14) en environ 763 jours.